# Halle Open 2013
L'Halle Open 2013, conosciuto anche come Gerry Weber Open per motivi di sponsorizzazione, è stato un torneo di tennis giocato sull'erba. È stata la 21ª edizione del Halle Open, che fa parte della categoria ATP World Tour 250 series nell'ambito dell'ATP World Tour 2013. Si è giocato al Gerry Weber Stadion di Halle in Germania, dall'8 al 16 giugno 2013.

## Singolare

### Testa di serie
| Nazionalità | Giocatore             | Ranking* | Testa di serie |
| ----------- | --------------------- | -------- | -------------- |
| Svizzera    | Roger Federer         | 3        | 1              |
| Francia     | Richard Gasquet       | 9        | 2              |
| Germania    | Tommy Haas            | 14       | 3              |
| Giappone    | Kei Nishikori         | 15       | 4              |
| Canada      | Milos Raonic          | 16       | 5              |
| Germania    | Philipp Kohlschreiber | 19       | 6              |
| Polonia     | Jerzy Janowicz        | 23       | 7              |
| Germania    | Florian Mayer         | 30       | 8              |

 *  Ranking al 27 maggio 2013

### Altri partecipanti
I seguenti giocatori hanno ricevuto una wild card per il tabellone principale:
- Daniel Brands
- Jan-Lennard Struff
- Miša Zverev

I seguenti giocatori sono passati dalle qualificazioni:

- Wang Yeu-tzuoo
- Jan Hernych
- Martin Fischer
- Riccardo Ghedin

### Forfait

#### Prima del torneo
- Paolo Lorenzi
- Rafael Nadal
- Andreas Seppi
- Janko Tipsarević

## Doppio

### Teste di serie
| Nazionalità | Giocatore            | Nazionalità | Giocatore         | Ranking* | Testa di Serie |
| ----------- | -------------------- | ----------- | ----------------- | -------- | -------------- |
| Pakistan    | Aisam-ul-Haq Qureshi | Paesi Bassi | Jean-Julien Rojer | 19       | 1              |
| Messico     | Santiago González    | Stati Uniti | Scott Lipsky      | 48       | 2              |
| Filippine   | Treat Conrad Huey    | Regno Unito | Dominic Inglot    | 62       | 3              |
| Austria     | Julian Knowle        | Slovacchia  | Filip Polášek     | 65       | 4              |

* Ranking al 27 maggio 2013

### Altri partecipanti
Le seguenti coppie hanno ricevuto una wild card per il tabellone principale:
- Daniel Brands /  Tobias Kamke
- Robin Kern /  Jan-Lennard Struff

## Campioni

### Singolare
Roger Federer ha sconfitto in finale  Michail Južnyj per 6(5)–7, 6-3, 6-4.
- È il 77º titolo in carriera per lo svizzero, il primo nel 2013.

### Doppio
Santiago González e  Scott Lipsky hanno battuto in finale  Daniele Bracciali e  Jonathan Erlich per 6-2, 7–6(3).